# 陣太刀

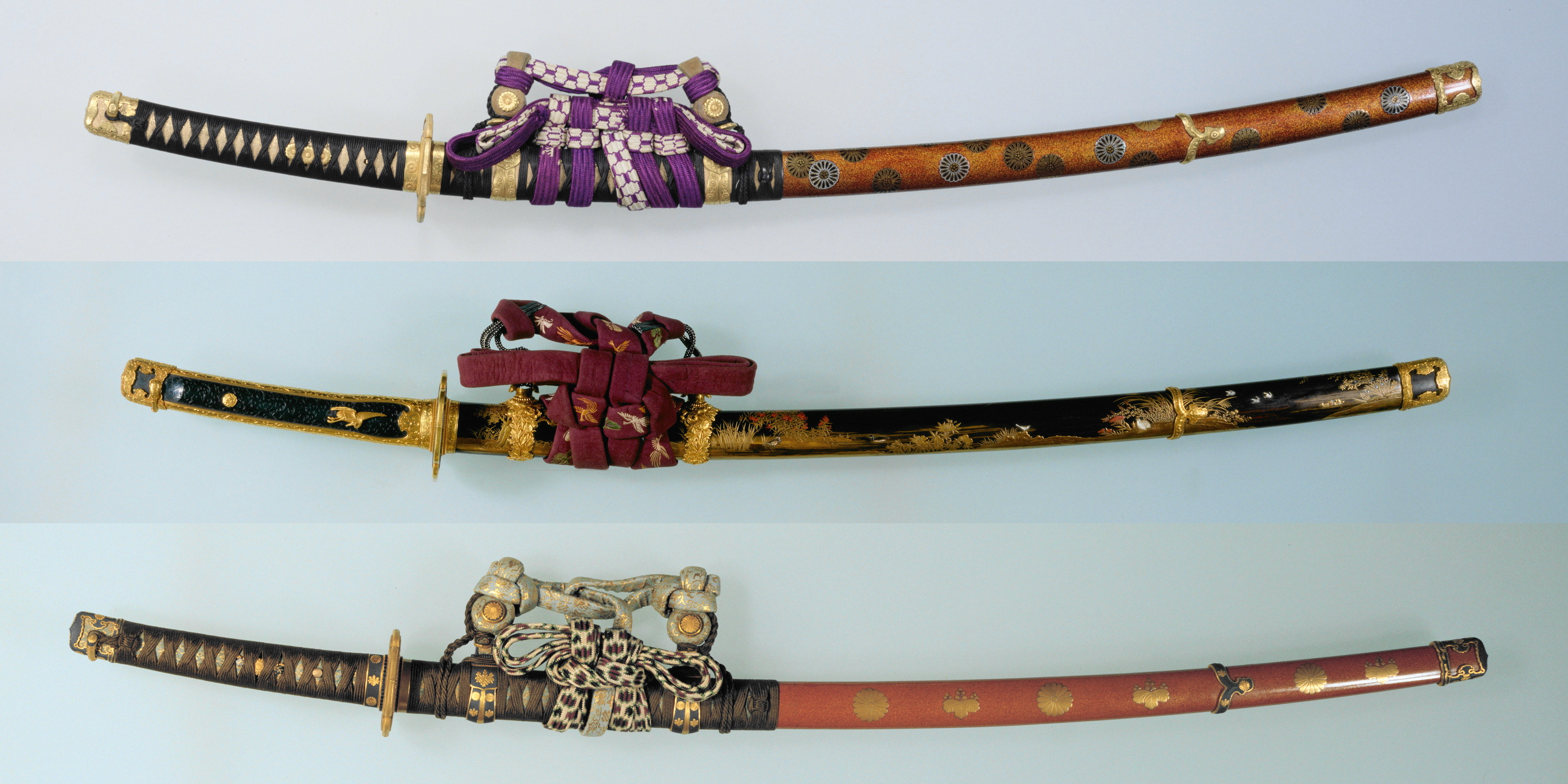
糸巻太刀および螺鈿太刀の拵
（上）菊紋散糸巻太刀拵
（中）紫檀地花鳥文蒔絵螺鈿太刀
（下）金梨子地菊桐紋糸巻太刀拵
江戸時代
東京国立博物館蔵
（上）および（下）が「陣太刀」

陣太刀（じんたち）とは、日本刀の太刀の拵（外装）の様式である。
「糸巻太刀（いとまき-たち）」と呼ばれる太刀拵の一つで、江戸時代以後は「太刀（の拵」の代表的なものとなっている。
なお、陣太刀もしくはこれに準じた様式の刀装であるが太刀拵ではないものは「陣刀」と呼ばれる。
（後述「陣刀」の節参照）

## 概要

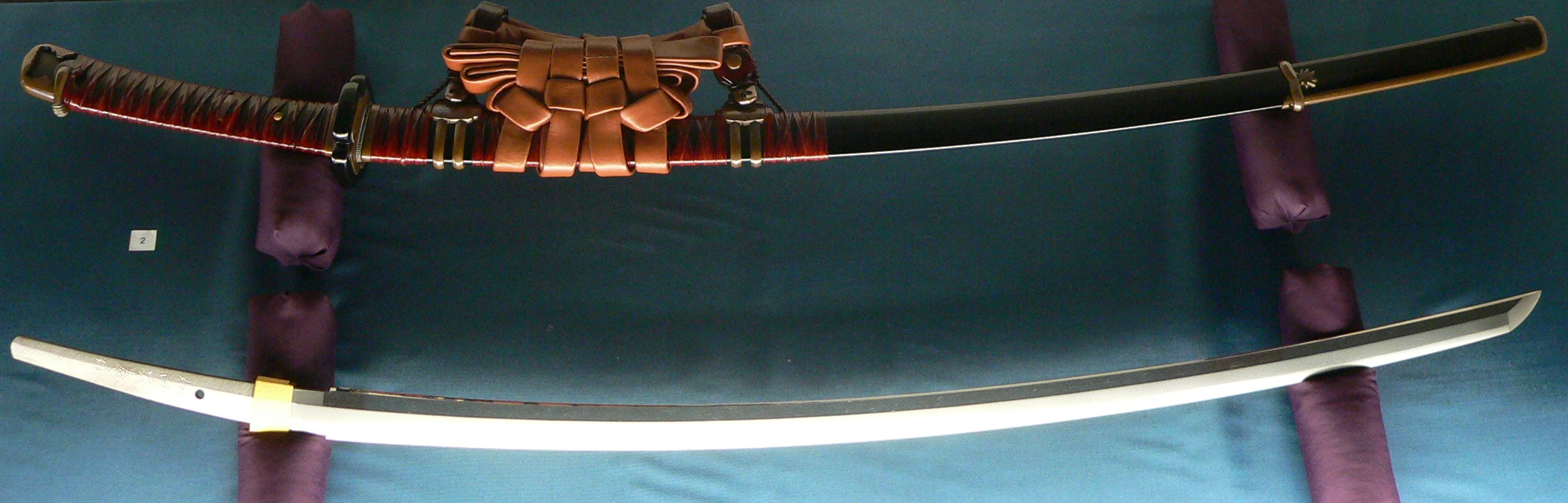
革巻太刀の拵えと刀身
（現代作のもの）

平安時代末期から鎌倉時代初期にかけて、滑り止め、及び鎧と擦れて痛む事を防ぐために太刀の柄と鞘に平組紐や革紐を巻いた「糸（革）巻太刀」と呼ばれる太刀の拵が登場する。
当初は実用を重視した作りのものが主で、武用の太刀の様式であったが、室町時代中期、金工家であり装剣金工の祖として知られる後藤祐乗が、室町幕府8代将軍足利義政に金無垢造りの腰刀と共に総金無垢金具とした糸巻太刀拵を献上し、これが義政に高く評価されたことから儀礼や贈答に用いる太刀の拵としても製作されるようになる。これに前後して、戦闘用の刀剣は腰刀を長大化した徒戦用の打刀様式のものが主流となり、騎乗して馬上で振るうために作られたものである太刀を代替するようになり、太刀様式の刀剣は儀礼用として位置づけられるようになってゆく。
その後戦国時代を経て桃山時代に入り、鍔等の金具の他、鞘の塗り仕上げや糸巻に用いる組紐に豪華な物を使用して刀装全体の装飾的価値を追求したものが登場するようになり、出陣に際して戦勝を願う際や、戦場で本陣に掲げて総大将の印とする等の儀礼用として（「陣太刀」という呼び名はここに由来する）用いられるようになり、また武家同士の贈答品としても用いられるようになった。
江戸時代に入ると陣太刀は徳川幕府によって様式が定められ、武家が公式の場で佩用する「儀仗の太刀」として制定された。以後、「太刀拵」と呼ぶと通常はこの陣太刀の拵を指すようになり、現代でも装飾を目的とした日本刀の拵として製作されている。大相撲の横綱土俵入りにおいて太刀持ちが掲げているものも、陣太刀様式の太刀である。

## 刀身
陣太刀は基本的に儀礼用の刀装であるが、同じく儀礼用の刀装の代表である飾太刀とは異なり、収められる刀身に真剣以外のものが使われる例は殆どない。代々の家宝や他家への贈答品として製作された場合には高名な刀が収められることも多かった。天下五剣として名高い童子切（童子切安綱）、三日月宗近も、江戸時代初期に製作されたとみられる陣太刀様式の拵に収められて現在まで伝来している。
なお、刀身には太刀のみならず打刀が収められていることもあり、太刀の刀装であっても必ずしも刀身は太刀銘ではないことがある。

## 拵（外装）
陣太刀の原型である儀礼・装飾目的の糸巻太刀が作られるようになった当初は、鞘塗には金梨地、金沃懸地や朱漆塗、螺鈿、青貝微塵、蛭巻等様々なものが見られ、金具も金無垢を始め金造・金装の他に赤銅の地そのままのものなども見られ、柄巻及び渡巻の下に錦布を巻くか、あるいは鮫皮のままとするか、圧出し（金属の板を叩く、もしくは型に嵌めて圧すことにより特定の紋様を施したもの）とするかについても特に定まってはおらず、様々なものが発注者の好みに応じて製作されていたことを、文献や遺物から伺うことができる。
室町時代、足利政権下では太刀に黄金の金具を用いることは錦包の刀装と共に足利将軍家所用もしくは将軍家より下賜された刀装にのみ許される規定であったが、応仁の乱以後幕府の権勢が衰退するとこの規定はほぼ無視されており、錦包の鞘に黄金金具とした豪華なものも製作された。
戦国時代から安土桃山時代を経て次第に様式は統一されてゆき、江戸時代には「金梨地塗鞘・金造（もしくは赤銅地に金装）の金具、錦下地」の様式が定められている。桃山時代以降に製作されたものには、各所の金具及び鞘に家紋が高彫や蒔絵で入れられていることが基本である。
なお、糸巻の色は当初は
- 源氏：黒
- 平氏：紫
- 藤原氏：萌黄色
- 橘氏：黄色

といった通例があったが、次第に色は製作者の好みで選択されるようになってゆき、糸巻の色は必ずしも持ち主の出自を示すものではなくなっていった。ただし、必ず柄糸と渡巻を同色の糸で巻くことが前提とされており、後世に修復・追補されたものでない限り柄糸と渡巻に異なる色が使われることはない。
太刀緒にも華美な組紐が使われており、特に高麗打や亀甲打の組紐が好んで用いられた。江戸時代に定められた様式では、亀甲打の組紐に足革に結ぶ部分（緒の中央部、全体の4分の1程度）を錦布で包んだものを用いることが陣太刀の太刀緒の正式とされている。

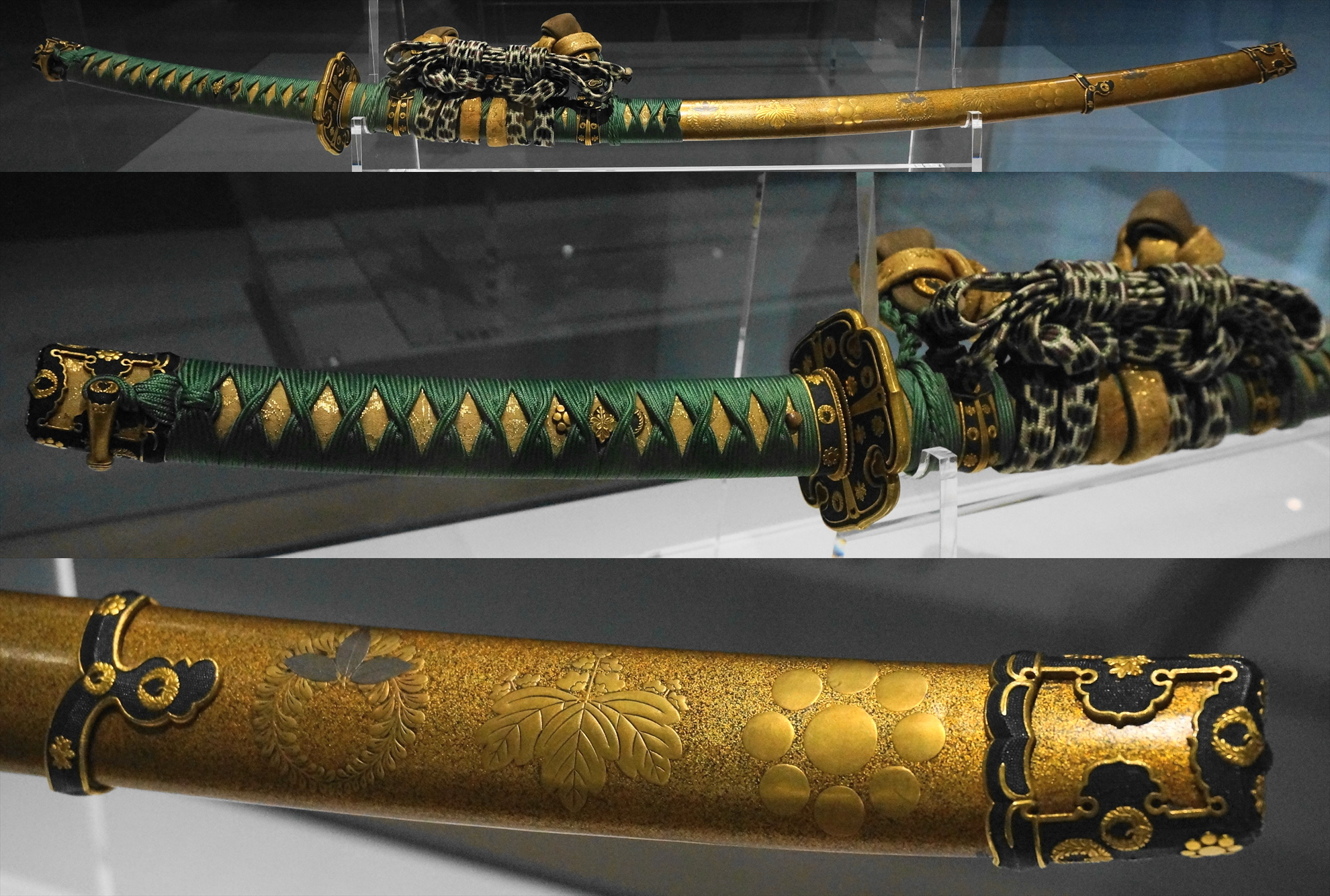
金梨子地家紋散糸巻太刀拵 江戸時代、17世紀 ボストン美術館蔵
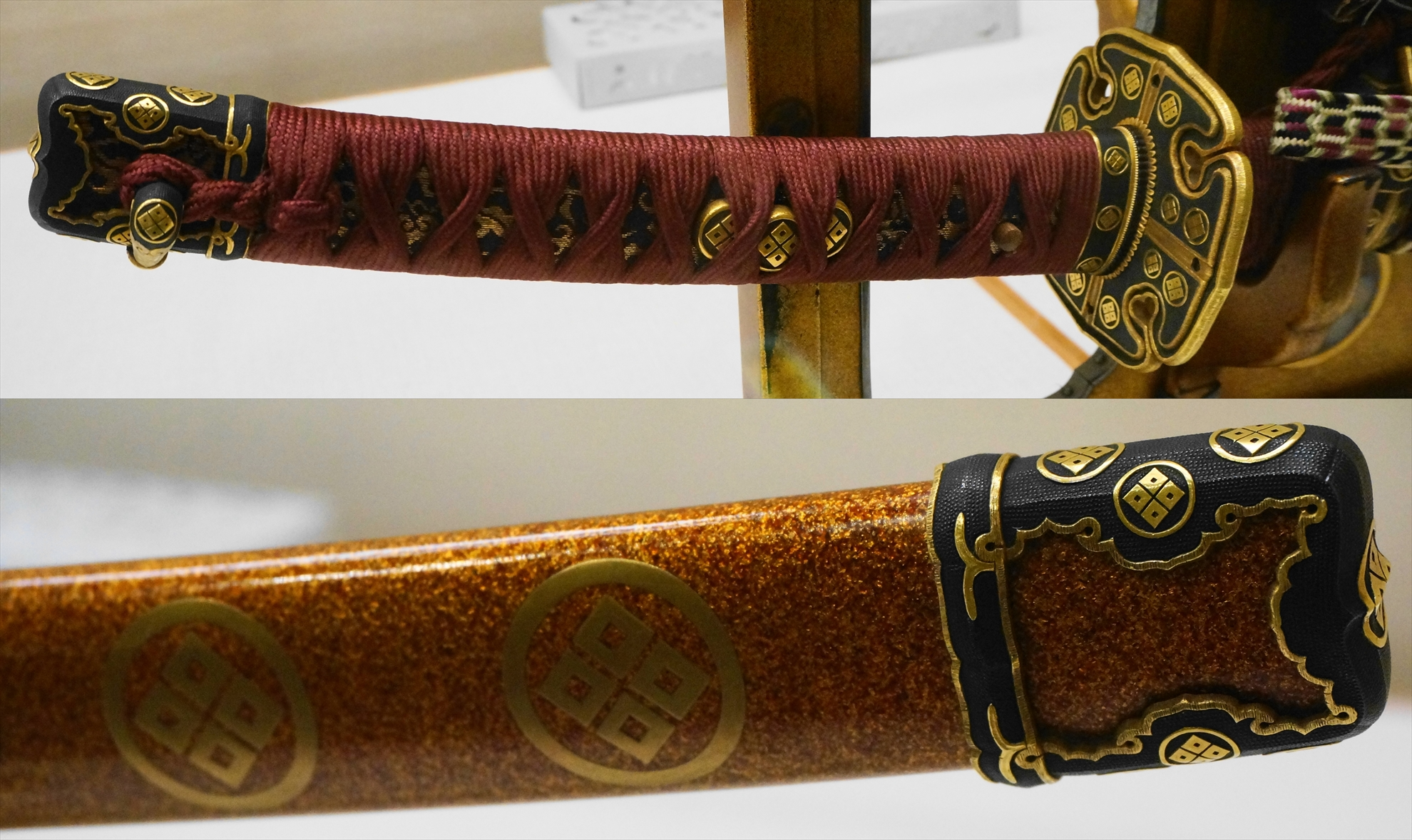
金梨子地家紋散糸巻太刀拵 柄（画像上）鞘尻（鞘の先端部）（画像下）

## 陣刀
「陣刀（じんとう・じんかたな）」は第1義には「戦場で用いられる刀」を指す言葉だが、打刀の登場後には儀礼用の刀装とした打刀様式のものを陣太刀と同様に用いる例があり、これらも「陣刀」と呼称されていることがある。
後者の意で「陣刀」と呼ばれているもので現存する著名なものとして、広島県厳島神社に毛利輝元が寄進した異形の大小拵があり、この拵えは大小共に通常の打刀拵とは逆に刃の側が下になることが指表となる独特の様式であり、鞘尻を大きく張らせた（鞘の先に行くに従って幅広とした）大振りの鞘に極端に反った柄を持つもので、鞘は金箔を張った上に黒漆で龍を描き、更にその上から透き漆を掛けて白檀塗とした豪奢なものである。

## ギャラリー

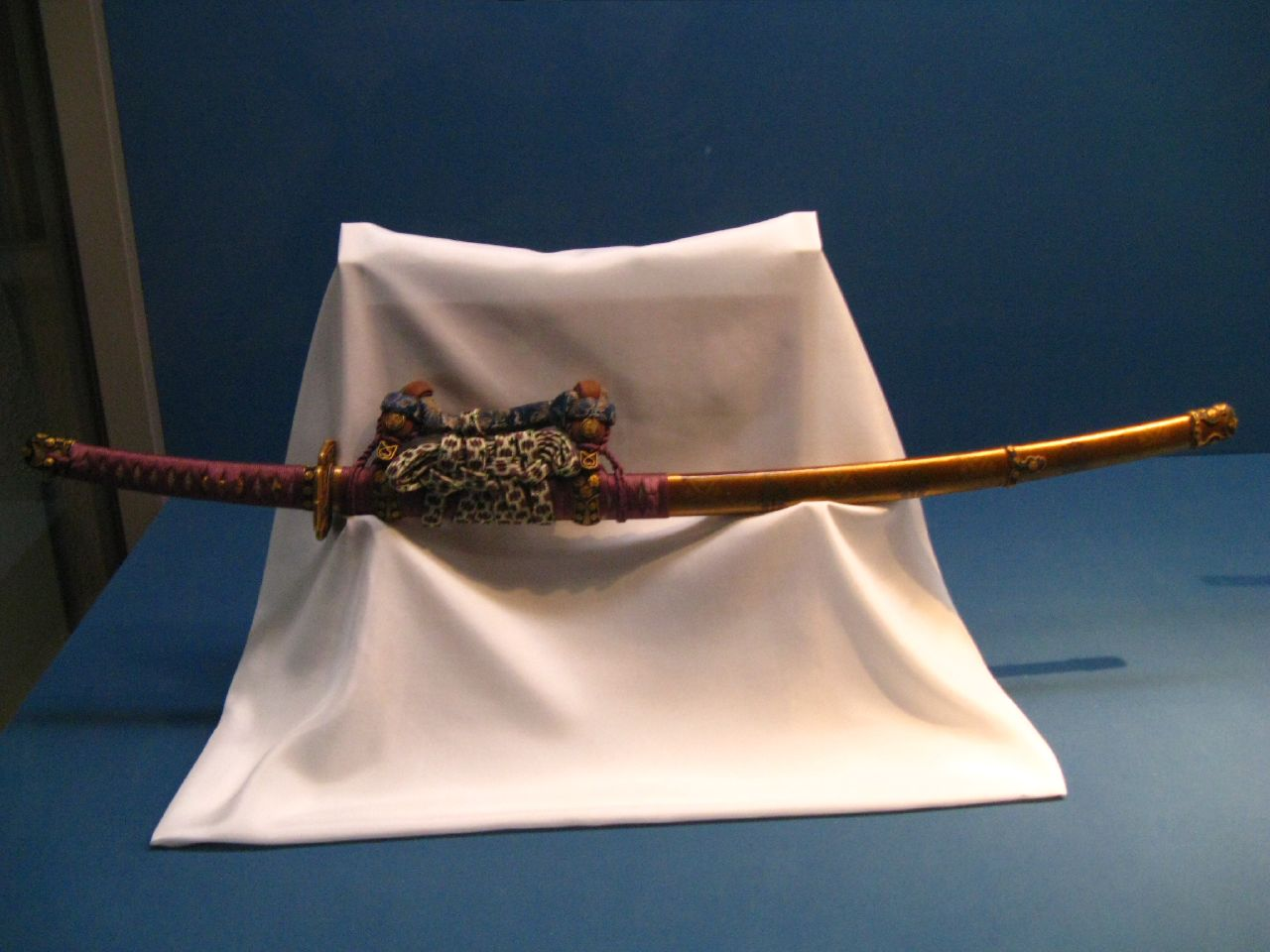
金梨地塗鞘紫糸巻の陣太刀 （太刀 銘 貞真の拵（梨地笹龍膽紋糸巻太刀[5] 東京国立博物館での展示品
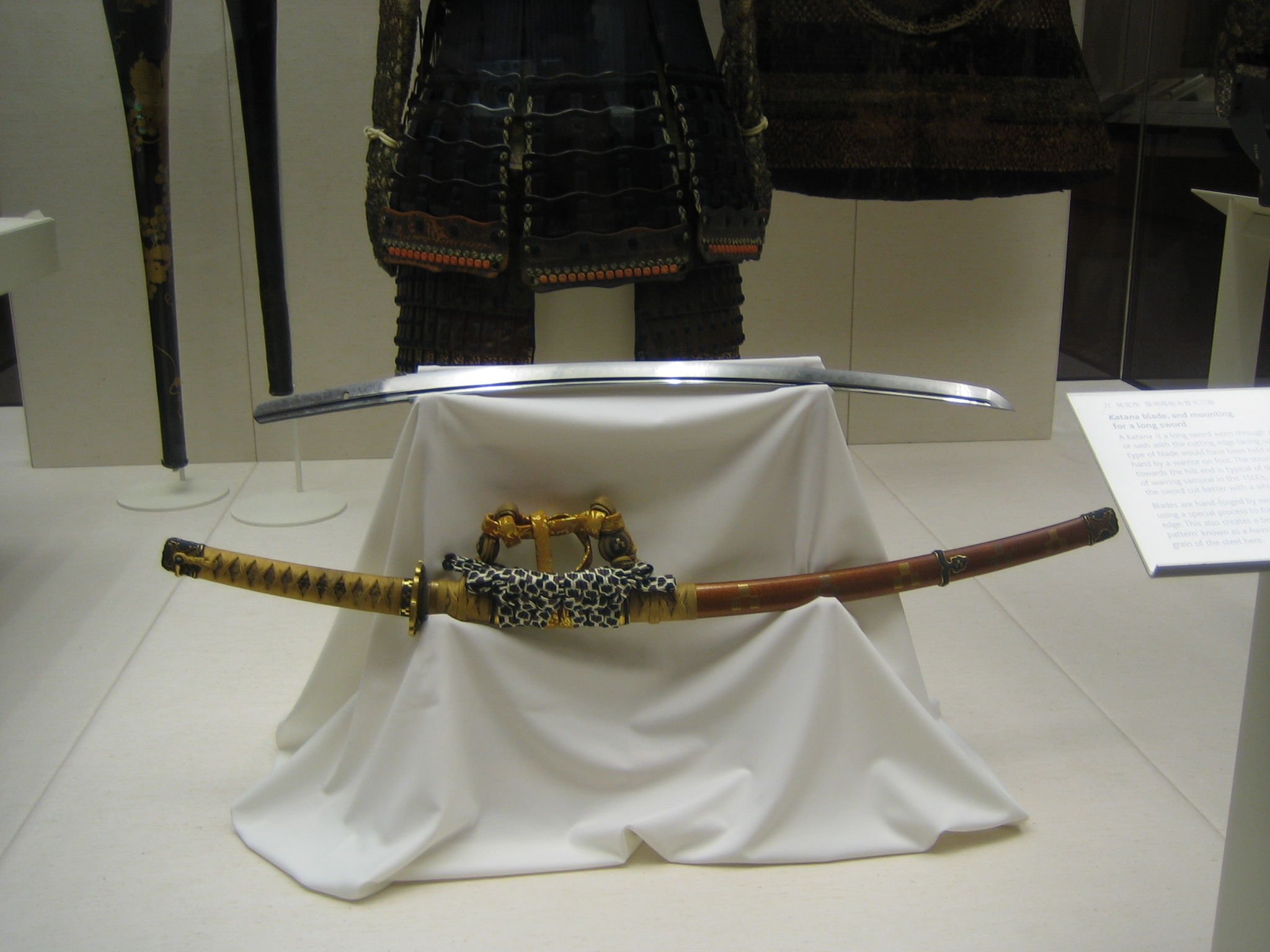
家紋散金具、金梨地塗家紋入鞘に黄色糸巻の陣太刀 江戸時代以降の代表的な様式のもの 大英博物館の展示品
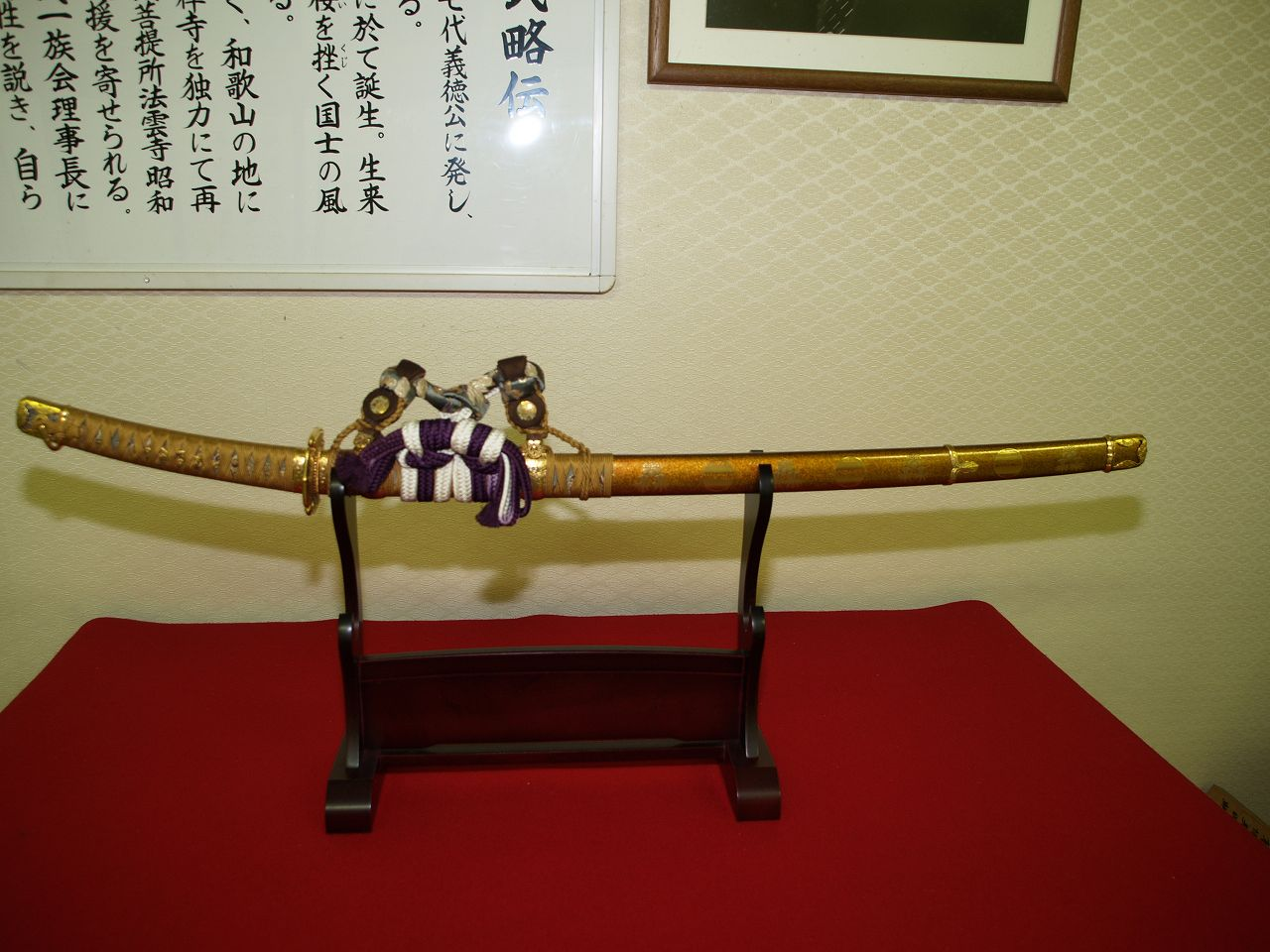
山名氏定紋散「黄金造陣太刀」 東林山法雲寺 山名資料館の展示品[7]）
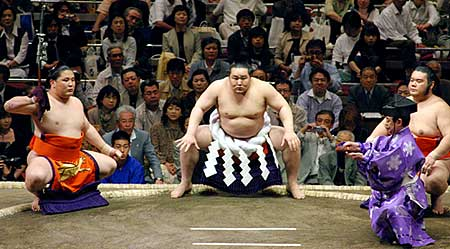
横綱土俵入り（左が太刀持ち・右が露払い）